# Jordanrücken
Jordanrücken är en bergstopp i Antarktis. Den ligger i Östantarktis. Nya Zeeland gör anspråk på området. Toppen på Jordanrücken är 136 meter över havet.
Terrängen runt Jordanrücken är varierad. Trakten är obefolkad. Det finns inga samhällen i närheten. 